# Lo sgarro
Lo sgarro è un film del 1962 diretto da Silvio Siano.

## Trama
Nell'entroterra napoletano è in uso, quello che viene definito sin dai tempi del regno borbonico, il "dazio": i mercanti che passano per quelle zone sono costretti a pagare una tangente ai camorristi per aver il permesso a passare nel loro comune.
Un ragazzo, però, non sottostà all'ordine malavitoso e affrontando uno dei bravacci della camorra lo ferisce. Il boss della camorra colpito dal coraggio e dalla irruenza del giovane gli offre di far parte della propria cosca criminale. Questi accetta, ma si accorge col tempo che non si è integrato bene con quella "compagnia". Cosicché commette lo sgarro.
I camorristi appresa la notizia sono intenzionati ad ucciderlo ma vengono fermati dall'insurrezione dei contadini del luogo.

## Produzione

### Riprese
La pellicola fu girata nell'entroterra di Napoli, esattamente tra Nola, San Giuseppe Vesuviano, Palma Campania, Castellammare di Stabia, Gragnano, Lettere.